# Marvila (Lisbona)
Marvila è una freguesia del Portogallo e un quartiere della città di Lisbona.

## Monumenti e luoghi d'interesse
- Fábrica Braço de Prata, centro culturale ospitato presso il vecchio complesso industriale Fábrica Militar de Braço de Prata, in Rua Fábrica de Material de Guerra, n.º 1
- Instituto Superior de Engenharia de Lisboa, parte dell'Instituto Politécnico de Lisboa
- Convento de Nossa Senhora da Conceição de Marvila e Igreja Paroquial de Marvila, architetture religiose barocche risalenti alla seconda metà del XVII secolo
- Mosteiro de São Félix, architettura religiosa in stile manierista e barocco
- Palácio da Mitra, residenza episcopale del XVII secolo